# Kahyan Parandi
Kahyan-Michel Parandi est un réalisateur de films publicitaires et scénariste de cinéma français.

## Représentation officielle
Parandi est représenté par son manager, Jon Klane de l'agence Klane (Malibu, CA). Son agent est Robert Newman de William Morris Endeavor.

## Publications
En tant que réalisateur, scénariste et acteur, Mathieu Kassovitz et Parandi ont collaboré sur une coréalisation écrite par Parandi en 2010 (projet en développement. Parandi développe certains projets avec le producteur Lucas Foster (producteur pour Law Abiding Citizen : Mr. et Mrs. Smith, Equilibrium, Bad Boys).
Parandi scénarise et réalise pour le producteur indépendant Hisami Kuroiwa et avec le nommé aux Academy Award Ben Barenholtz (producteur de Joel et Ethan Coen pour les films Barton Fink, Miller's Crossing et Sang pour sang). Parandi écrit pour Kuroiwa et Barenholtz le scénario de Nature of April pour l'acteur Michael Pitt, le rappeur Lupe Fiasco et le chanteur compositeur Tricky de Massive Attack, tous attachés comme acteurs principaux à l'United Talent Agency. Amon Tobin, via son agent, était l'un des premiers choix de Parandi pour la bande son. Le réalisateur et directeur de la photographie est le Coréen Chung Hung Chung (Grand Prix au Festival de Cannes 2004 pour Old Boy). La production est actuellement à l'arrêt pour des raisons de calendrier.
Selon The Audition Report et Daryl Eisenberg Casting Agency, Parandi écrit et réalise un trailer pour l'acteur américain Channing Tatum (The Vow, 21 Jump Street) produit par James Lawler (The Lottery).

## Prix et récompenses
- 1999 : 2e meilleur projet jeune "Toit angevin" remis par le maire d'Angers (Antonini)
- 1999 et 2000 : lauréat du meilleur scénario (catégorie Lycée) au Festival européen premier plan d'Angers
- 2005 : Festival du film de Paris. Concours Sopadin. En collaboration avec le coréalisateur Jean-François Guillon. Pris remis par Jean Giraud (Moebius). Jury présidé par Jean Giraud et Gérard Krawczyk
- 2008 : Nomination pour un Creative Clio Award. Agence Young and Rubicam (Sudler & Hennessey), New York City. Project Biocity corp Dubai (animation)
- 2009 : Summit Creative Award 2009. Creative Sun (TSL) Sun Walkers